# Otto Bergemann
Otto Bergemann (* 20. März 1903; † 15. Januar 1960 in Leipzig) war ein deutscher mutmaßlicher Kriegsverbrecher im Zweiten Weltkrieg und Giftmörder. Er wurde wegen Kriegsverbrechen, Mordes und mehrerer versuchter Morde in der Deutschen Demokratischen Republik (DDR) zum Tode verurteilt und hingerichtet.

## Leben

### Kriegsverbrechen
Bergemann, Sohn von Landarbeitern, lebte seit 1935 mit seinen Eltern auf dem Gut Kaltenhausen im Dorf Kloster Zinna in Brandenburg. 1939 wurde er in die deutsche Wehrmacht eingezogen und kämpfte im Zweiten Weltkrieg. Später wurde bekannt, dass Bergemann im November 1941 in Rowno in der heutigen Ukraine als Freiwilliger an Massenerschießungen von Juden und sowjetischen Kriegsgefangenen teilgenommen hatte. Dort wurden mutmaßlich unter Bergemanns Beteiligung über 40.000 Menschen ermordet. Später gab es zwei Zeugen, die darlegten, dass Bergemann sich freiwillig zu Erschießungen gemeldet habe.
In einem später widerrufenen Geständnis gab Bergemann selbst an, zu einem nicht näher bezeichneten Zeitpunkt während des Krieges mit einem Maschinengewehr in eine Baracke mit unbewaffneten sowjetischen Kriegsgefangenen gefeuert zu haben. Die spätere Verurteilung Bergemanns wegen dieser Kriegsverbrechen basiert nur auf seinen später widerrufenen Geständnissen, sodass aus heutiger Sicht nicht abschließend geklärt ist, ob Bergemann tatsächlich an Kriegsverbrechen beteiligt war.

### Giftmorde
Nach Kriegsende kehrte Bergemann auf das Gut Kaltenhausen zurück und wurde Landarbeiter in dem nunmehr staatlich bewirtschafteten Landgut. Er lebte in einfachen Verhältnissen mit Frau und einem Sohn auf dem Gelände des Gutes. In direkter Nachbarschaft lebte die Familie Denczyk. Bergemann machte der über dreißig Jahre jüngeren, 17-jährigen Anna Denczyk Avancen, die diese zurückwies.
Im Jahr 1953 kam das Nachbarskind Ernst Denczyk durch eine Vergiftung ums Leben. Später wurde behauptet, das Kind habe Süßigkeiten von Bergemann bekommen. Dieser gab später an, der Junge sei unbeabsichtigt an fahrlässig gelagertes Arsen gekommen. Kurz danach klagte der Junge über Übelkeit und verstarb nach kurzer Zeit. Nach einer Obduktion, die in Halle vorgenommen wurde, wurde eine massive Arsenvergiftung als Todesursache festgestellt. Da zu dieser Zeit Arsen in der Landwirtschaft und auch auf dem Gut Kaltenhausen eingesetzt wurde, ging man von einem Unfall aus. Ein Ermittlungsverfahren brachte keine konkreten Ergebnisse und der Fall wurde eingestellt.
Bis 1955 stellte Bergemann der Nachbarstochter Anna Denczyk weiterhin nach, die inzwischen eine Ausbildung in einer Fischfabrik in Sassnitz machte. Kurz nach Weihnachten 1955 bekam Denczyk ein Paket mit dem Absender „Der Weihnachtsmann aus Jüterbog“, das unter anderem Lebkuchen mit Zuckerguss enthielt. Mit einer Freundin aß Denczyk den Lebkuchen. Sofort machten sich bei beiden Frauen Vergiftungserscheinungen bemerkbar, ein Notarzt wurde gerufen. Die Frauen kamen ins Krankenhaus und überlebten, hatten aber zeitlebens unter Folgen der Vergiftung zu leiden. Wieder wurde Arsen als Ursache festgestellt.

### Ermittlungen und Todesurteil
Anna Denczyk verdächtigte Otto Bergemann, für die Vergiftungen an ihrem kleinen Bruder Ernst und ihr verantwortlich zu sein. Aufgrund von Zuständigkeitsgerangel zwischen Staatsanwaltschaft, Polizei und dem Ministerium für Staatssicherheit (MfS) der DDR kam es jedoch zu erheblichen Ermittlungspannen und dem Verschwinden verschiedener Beweisstücke, sodass Bergemann bis April 1956 nicht behelligt wurde. Dann übernahm die Mordkommission Potsdam der Volkspolizei der DDR den Fall.
Die Ermittler konnten die Mitarbeiterin der Post ausfindig machen, die das Paket mit den vergifteten Lebensmitteln entgegengenommen hatte. Diese gab eine Personenbeschreibung des Absenders ab, die auf Bergemann zutraf. Am 10. April 1956 wurde Haftbefehl erlassen, Bergemann festgenommen und in die Untersuchungshaftanstalt Potsdam eingeliefert. Nach mehreren Tagen Verhören, auch unter Einsatz eines sogenannten Spezialermittlers des MfS, legte Bergemann bezüglich der Vergiftung von Anna Denczyk ein Geständnis ab, bestritt aber den Mord an Ernst Denczyk. Unter dem Druck der Befragungen räumte Bergemann auch die Kriegsverbrechen ein, womit die Ermittler nicht gerechnet hatten.
Aufgrund der überraschenden Enthüllungen wurde der Fall höchsten Stellen in der DDR vorgelegt und schließlich vom Politbüro des Zentralkomitees der SED diskutiert, welches die Generalstaatsanwaltschaft anwies, wegen Kriegsverbrechen die Todesstrafe gegen Bergemann zu beantragen. Inzwischen widerrief Bergemann seine Geständnisse und behauptete, nur unter dem Druck der Befragungen Taten eingeräumt zu haben, die gar nicht stattgefunden hätten, oder Erlebnisse von Kameraden geschildert zu haben.
In der Hauptverhandlung vor dem Bezirksgericht Potsdam widerrief Bergemann seine Geständnisse erneut. Nach einer weiteren Befragung und Vorhalten der Richterin brach Bergemann zusammen und gestand erneut, dieses Mal auch den Mord an Ernst Denczyk. Der Rechtsanwalt Bergemanns legte nach diesem Verlauf sein Mandat nieder und wurde ersetzt, was in der DDR sehr ungewöhnlich war, weil er offenbar von der Unschuld seines Mandanten überzeugt war. Am 11. Juni 1959 verurteilte das Gericht Bergemann zum Tode. Am 15. Januar 1960 wurde er in der zentralen Hinrichtungsstätte der DDR in Leipzig durch das Fallbeil hingerichtet.

### Zweifel an der Schuld
Nach dem heutigen Stand der Forschung bleiben Zweifel an Otto Bergemanns Rolle im Zweiten Weltkrieg und dem Mord an dem Nachbarsjungen im Jahr 1953. Aus den Gerichtsakten gehen erhebliche Ungenauigkeiten hervor. So war im ersten Geständnis die Rede von Erschießungen im Jahr 1943 und erst nach weiteren Verhören wurden die Angaben auf 1941 korrigiert. Der Fall hatte deutliche politische Brisanz, da die DDR-Führung Härte gegenüber Kriegsverbrechern demonstrieren und den Fall propagandistisch im Kalten Krieg nutzen wollte. Augenscheinlich wurden die Ermittler angehalten, mit psychologischem Druck ein Geständnis des einfachen Landarbeiters zu erzwingen, der dem nicht gewachsen war. Hierfür wurden Spezialisten des MfS eingesetzt, was bei Kriminalfällen nicht die Regel war. Auch der Mord an dem Nachbarsjungen konnte nicht durch Indizien oder Beweise, sondern nur durch das Geständnis belegt werden. Es wäre denkbar, dass es sich hier tatsächlich um einen Unfall gehandelt hat. Die Vergiftung der Nachbarstochter und deren Freundin, die Bergemann zweifelsfrei nachgewiesen ist, hätte auch in der DDR der 1950er Jahre nicht zu einem Todesurteil geführt.